# Кубок світу з біатлону 2019—2020 — етап 4
Четвертий етап Кубка світу з біатлону 2019—20 відбувався в Обергофі, Німеччина, з 9 по 12 січня 2020 року. До програми етапу було включено 6 гонок:  спринт, мас-старт   та естафети у чоловіків і жінок.

## Чоловіки
| Гонка:            | Золото:                                                                                | Час                                                       | Срібло:                                                            | Час                                                       | Бронза:                                                        | Час                                                       |
| Спринт 10 км      | Мартен Фуркад Франція                                                                  | 25:27.2 (0+0)                                             | Емільєн Жаклен Франція                                             | 25:52.7 (0+1)                                             | Йоганнес Кюн Німеччина                                         | 26:00.2 (0+1)                                             |
| Мас-старт 15 км   | Мартен Фуркад Франція                                                                  | 41:01.4 (0+1+0+1)                                         | Арнд Пайффер Німеччина                                             | 41:21.5 (0+0+2+1)                                         | Сімон Детьє Франція                                            | 41:21.7 (0+1+0+2)                                         |
| Естафета 4х7,5 км | Норвегія Ларс-Гельге Біркеланн Ерленн Б'єнтегор Йоганнес Дале Ветле Шостад Крістіансен | 1:19:32.3 (0-0) (0-0) (0-2) (0-0) (0-0) (1-3) (0-0) (1-3) | Франція Емільєн Жаклен Мартен Фуркад Сімон Детьє Кантен Фійон Майє | 1:19:36.7 (0-1) (2-3) (0-0) (0-0) (0-0) (0-1) (0-0) (0-1) | Німеччина Філіпп Горн Йоганнес Кюн Арнд Пайффер Бенедікт Долль | 1:20:20.5 (0-3) (0-0) (0-0) (1-3) (0-2) (0-3) (0-0) (1-3) |

## Жінки
| Гонка:            | Золото:                                                                                    | Час                                           | Срібло:                                                           | Час                                                   | Бронза:                                                    | Час                                                   |
| Спринт 7,5 км     | Марте Ольсбу-Рейселанн Норвегія                                                            | 22:04.9 (0+0)                                 | Деніз Геррманн Німеччина                                          | 22:38.0 (0+1)                                         | Жулья Сімон Франція                                        | 22:52.3 (1+0)                                         |
| Мас-старт 12,5 км | Кайса Мякяряйнен Фінляндія                                                                 | 39:58.9 (1+0+0+0)                             | Тіріль Екгофф Норвегія                                            | 40:29.1 (0+0+3+1)                                     | Марте Ольсбу-Рейселанн Норвегія                            | 40:33.9 (1+0+1+1)                                     |
| Естафета 4х6 км   | Норвегія Сюнневе Сулемдаль Інгрід-Ланнмарк Тандреволл Марте Ольсбу-Рейселанн Тіріль Екгофф | 1:14:11.6 (0-0) (0-3) (0-0) (0-2) (0-2) (0-1) | Швеція Ельвіра Карін Еберг Лінн Перссон Мона Брурссон Ганна Еберг | 1:14:32.7 (0-1)(0-2) (0-0)(0-1) (0-1)(0-0) (0-2)(0-3) | Франція Жулья Сімон Анаїс Бескон Селья Емоньє Жустін Бреза | 1:14:44.7 (0-1)(0-2) (0-3)(0-0) (0-2)(0-0) (0-1)(0-3) |

## Досягнення
Найкращі особисті результати в кар'єрі
| - Йоганнес Дале (NOR), 4-е місце в мас-старті - Філіпп Горн (GER), 6-е місце в мас-старті - Єспер Нелін (SWE), 7-е місце в мас-старті - Роман Ельотнов (BLR), 14-е місце в спринті - Вітаутас Строля (LTU), 20-е місце в спринті - Антон Смольський (BLR), 25-е місце в спринті - Райдо Рянкель (EST), 73-є місце в спринті | - Емма Ландер (CAN), 7-е місце в спринті - Анастасія Поршнєва (RUS), 29-е місце в спринті - Леа Ейнфальт (SLO), 45-е місце в спринті - Ніна Задравець (SLO), 55-е місце в спринті - Ана Ларісса Котрус (ROU), 94-е місце в спринті |